# Pietro Antonio Fiocco
Pietro Antonio Fiocco (auch Pierre-Antoine) (* 3. Februar 1654 in Venedig; † 3. September 1714 in Brüssel) war ein italienischer Komponist und Kapellmeister, der in den habsburgischen Niederlanden wirkte.

## Leben
Fiocco erhielt seine musikalische Ausbildung in seiner italienischen Heimat. Er war bereits vor seiner Anstellung in Brüssel in Amsterdam tätig. 1681 erschien das Libretto Helena rapita da Paride, für welches Fiocco die Musik komponierte. Im gleichen Jahr komponierte er einen Prolog für Pietro Andrea Zianis Oper Alceste für eine Aufführung am Hof von Hannover. Im Sommer 1682 kam er nach Brüssel und trat in die Dienste des im Jahr zuvor zum spanischen Fürsten ernannten Generalerbpostmeisters Eugen Alexander von Thurn und Taxis.
1694 übernahm er gemeinsam mit dem zum Financier des Statthalters avancierten Musiker Gio Paolo Bombarda das in finanzielle Schwierigkeiten geratene, erste öffentliche Opern- und Theaterhaus in Brüssel. Für die Aufführungen der Opern Amadis, Acis et Galathée (1695), Phaëton und Bellérophon (1697) Armide und Thésée (1697) von Lully an diesem Theater komponierte Fiocco neue Prologe. Dies war erforderlich, da Lully in seinen Prologen dem französischen König huldigte; die Aufführung derselben war aber zum Zeitpunkt der Aufführungen in Brüssel nicht angebracht, da man sich mit Frankreich im Spanischen Erbfolgekrieg befand. 
Im Jahr 1700 übernahm er wiederum mit Bombarda die musikalische Leitung des neugegründeten Monnaie Theaters, der Brüsseler Oper. Er wurde 1703 „maître de musique“ der Kirche Notre Dame du Sablon, in dieser Funktion komponierte er in erster Linie sakrale Musik. 
Seine Söhne Joseph-Hector Fiocco und Jean-Joseph Fiocco waren ebenfalls bekannte Komponisten und Musiker im Brüssel des frühen 18. Jahrhunderts.

## Werke (Auswahl)

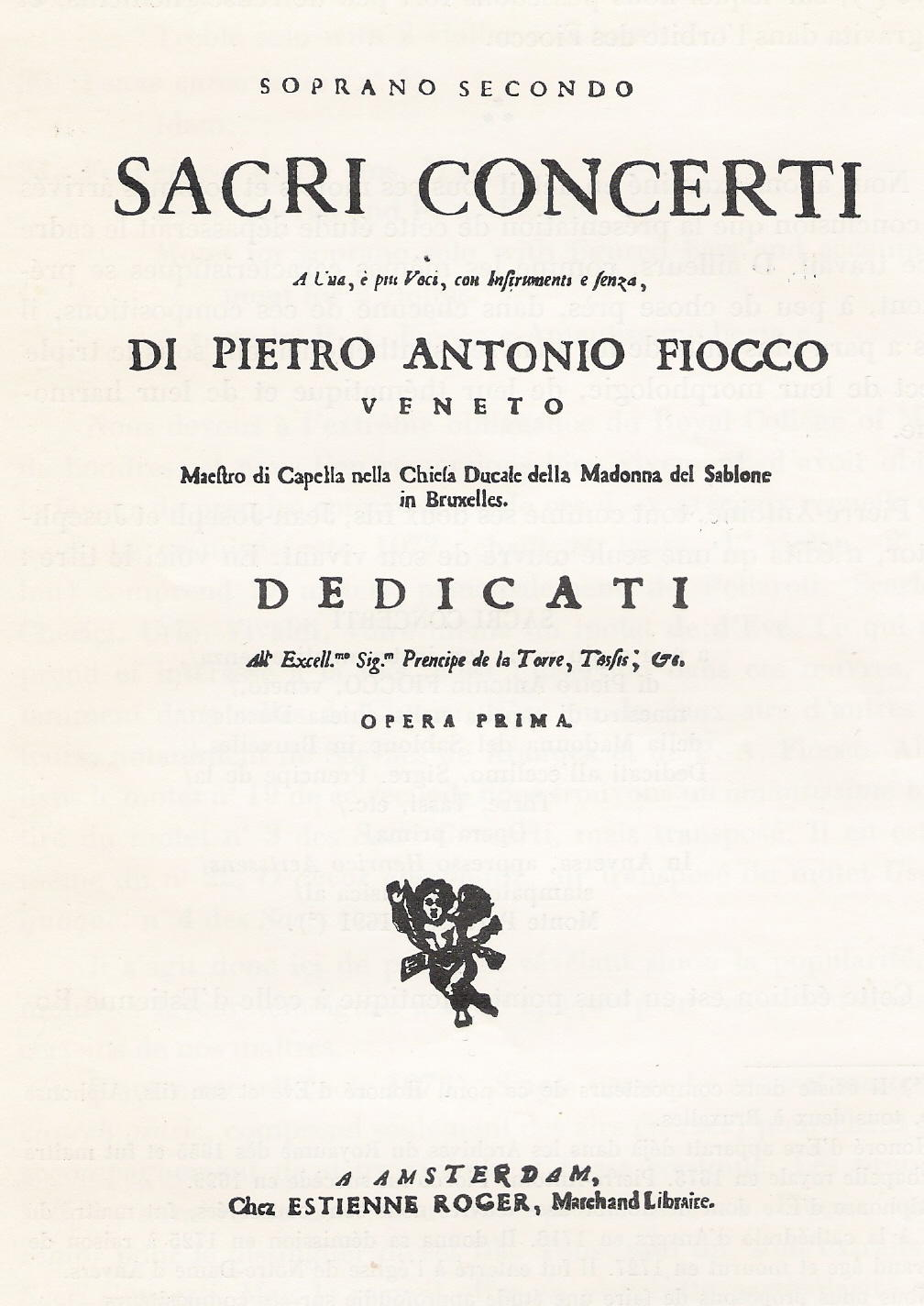
Titelblatt der Sopranpartitur der Concerti sacri

- Die oben erwähnten Prologe zu Opern
- „Le retour du printemps“ (Pastoralkantate) 1699
- „Tutto acceso d’amore e d’affetto“
- „Sacri concerti a una et pu voci, con instrumenti e senza“ (Antwerpen, 1691)
- „Missa pro defunctis“
- „Missa Sancti Jesephi“
- Zahlreiche Motetten, wie „Amor patris“, „Averegina ceolorum“, „Sanctorum meritis“, „Festinemuso mortales“, „Fuge demon fuge lepra“ und andere
- Sonaten für Blockflöte oder Violine und B. c. (im Stile Corellis mit reich verzierten Präludien)
- Triosonaten für zwei Flöten oder Violinen und B. c. (Estienne Roger, Amsterdam, 1706)
- Diverse Arien